# Isogram
Een isogram is een woord waarin elke letter slechts eenmaal voorkomt.

## Algemeen
De meeste isogrammen zijn korte woorden; naarmate woorden langer worden, worden isogrammen zeldzamer. In theorie is de maximale lengte van een isogram in het Latijnse alfabet 26 letters, maar er zijn geen voorbeelden bekend van woorden die deze grens bereiken.
Voorbeelden:
- de (2)
- het (3)
- vier (4)
- kleur (5)
- plagen (6)
- klagers (7)
- landbouw (8)
- drinkfles (9)
- polsbandje (10)
- vragenlijst (11)
- opslagruimte (12)
- filmproducent (13)
- verontschuldig (14)
- dampkringslucht (15)
- whiskyproducent (15)
- campinghoudster (15)

Het woord isogram is zelf ook een isogram; elke letter van het woord komt immers precies één keer voor. Dat maakt van isogram een zelfvervuller.
Onder liefhebbers van Opperlands worden isogrammen vaak aangeduid als prachtsymboliek, wat zelf namelijk ook een isogram is. Er is, zoals bij elk Opperlands onderwerp, onderscheid te maken tussen het langste isogram dat daadwerkelijk is waargenomen in normaal taalgebruik, en het langste isogram dat na lang puzzelen en een ingewikkeld verhaal verdedigbaar wordt gemaakt. Isogrammen die niet als normaal woord worden gebruikt zijn bijvoorbeeld:
- sandwichformule (15)
- bankvliegtumors (15)
- klaptoezichtburn (16)
- landbouwgeschrift (17)
- duwvlakbeschroting (18)
- zwijgflambrontyckdesuh (21) (maar of je dit een woord kan noemen...)
- gymwijfvrindjeskopbalzucht (25)

## Naslagwerken
De langste Nederlandse isogrammen die in Van Dale of het Groene Boekje staan, tellen 15 letters: dampkringslucht, sandwichformule en whiskyproducent; ook campinghoudster wordt genoemd in Van Dale. Dampkringsluchtje heeft er 17. Het langste Opperlanse isogram is gymwijfvrindjeskopbalzucht (25). Hierbij is van de binnen Opperlans opportuun geachte veronderstelling uitgegaan dat het Nederlandse alfabet niet 26 maar 27 letters heeft (naast i, j en y ook nog de digraaf ij).

## Plaatsnamen
Ook onder plaatsnamen zijn isogrammen bekend. In Nederland en België bestaan de langste uit 12 verschillende letters, waarbij ook Friese namen worden meegeteld:
- Schouwerzijl (Groningen, Nederland)
- Sponturfwijk (Overijssel, Nederland)
- Skûlenboarch (Friesland, Nederland)
- Slikenboarch (Friesland, Nederland)
- Lyts Midhuzen (Friesland, Nederland)
- Wadelincourt (Henegouwen, België)

Van de namen van de 430 gemeenten in Nederland zijn er 72 die een isogram vormen. De langste is  Zwijndrecht met 11 verschillende letters.
Van de namen van de 308 gemeenten in Vlaanderen zijn er 42 die een isogram vormen. De langste is  Zwijndrecht met 11 verschillende letters.
Van de namen van de 262 gemeenten in Wallonië zijn er 75 die een isogram vormen. De langste is Plombières met 10 verschillende letters (als e en è als afzonderlijke lettertekens worden geteld; zo niet, dan is Orp-Jauche met 9 letters het langste isogram).
Van de namen van de 19 gemeenten in het Brussels Gewest is Vorst het enige isogram.
Het Spaans Fuengirola is een 10-letterig isogram. Het Duitse Braunschweig is een 12-letterig isogram. Nog langere namen zijn het Engelse Buckfastleigh (13) en - als langst bekende in Europa - het Oostenrijkse Gumpoldskirchen (15).

## Persoonsnamen
In juni 2009 stond in het tijdschrift Onze Taal een oproep om persoonsnamen te zoeken die een isogram zijn. Als voorbeelden werden gegeven: 
- Antjie Krog (10 letters)
- Jan Wouters (10 letters)
- Oscar Wilde (10 letters)
- Michael J. Fox (11 letters)
- Youp van 't Hek (11 letters)
- de achternaam Latijnhouwers (13 letters)

Thijs van Domburg (15 letters), James Duckworth en Michael Burston (14 letters), Gabriel Dupont, Paul Dombrecht, Leonard B. Smith en Vicky Leandros (13 letters) zijn mooie aanvullingen.